# Herbita capnodiata
Herbita capnodiata är en fjärilsart som beskrevs av Achille Guenée 1858. Herbita capnodiata ingår i släktet Herbita och familjen mätare. Inga underarter finns listade i Catalogue of Life.